# Saint-Evroult-Notre-Dame-du-Bois
Saint-Evroult-Notre-Dame-du-Bois – miejscowość i gmina we Francji, w regionie Normandia, w departamencie Orne.
Według danych na rok 1990 gminę zamieszkiwały 383 osoby, a gęstość zaludnienia wynosiła 11 osób/km² (wśród 1815 gmin Dolnej Normandii Saint-Evroult-Notre-Dame-du-Bois plasuje się na 523. miejscu pod względem liczby ludności, natomiast pod względem powierzchni na miejscu 21.).